# Лобода Яромир Осипович
Лобода Яромир Осипович (нар. 17 травня 1991, Ужгород, Закарпатська область, Україна) — колишній український футболіст, головний тренер клубу  «Ужгород».

## Біографія
Яромир Лобода захопився футболом в дитячі роки і здобував ази гри в місцевій, шкільній секції. Пізніше, як здібний юнак-футболіст, перебрався в СДЮШОР Ужгород, за який виступав й навчався до 2008 року.
У 2008 році став гравцем прем'єрєрлігового «Закарпаття», проте грав виключно за другу команду. Паралельно з тим, з 2008 по 2014 роки, він був заявлений і до обласного турніру, в складі команд: «Середнє» Середнє, «Колос» Іванівці, «Бийгань» Велика Бийгань. Крім того Яромир ще встигав грати і за межами України — граючи за словацькі клуби «Футура» (Гуменне), «Нове-Замки». У чемпіонаті Закарпатської області Яромир Лобода провів близько 100 офіційних ігор.
Паралельно з початком футбольної карʼєрою вступив на кафедру журналістики Ужгородського національного університету. Там зарекомендував себе як зразковий студент. За період навчання створив один із популярніших інтернет-ресурсів про закарпатський футбол «Лобда», який функціонує і досі.
З 2016 року виступав за клуб «Минай». У 2018 році, разом з командою, набув професійного статусу, адже «минайці» стартували в Другій лізі першості України з футболу. Разом з «лисами» пройшов шлях від аматорів до УПЛ.
Після закінчення футбольної карʼєри став тренером. Працював з клубом «СХІ» Ужгород, який перед початком сезону 2024/25 обʼєднався з зберігаючим професійний статус клубом «Ужгород». З 2024-го року є головним тренером відроджених «містян» у Другій лізі першості України з футболу.

## Досягнення
Потрапивши до команди «Минай», Яромир Лобода щороку прогресував, як у грі, так і в здобутті футбольних трофеїв:
- Чемпіонат Закарпатської області
  - Чемпіон: 2017
- Кубок Закарпатської області
  - Володар: 2017, 2018
- Суперкубок Закарпатської області
  - Володар: 2017.
- Перша ліга чемпіонату України:

 Переможець: 2019/20
- Друга ліга чемпіонату України:

 Срібний призер: 2018/19